# Stel rotor
En stel rotor är en mekanisk modell för att beskriva roterande system. Den avser en rotor som inte förvrängs på grund av rotationen. En godtycklig sådan rotor är ett tredimensionellt stelt objekt som en snurra. För att orientera ett sådant objekt i rummet krävs tre vinklar.
Den enklaste typen av stel rotor är en linjär rotor, som är tvådimensionell och bara kräver två vinklar för sin orientering. Inom molekylfysik kan till exempel en tvåatomig molekyl som HCl (saltsyra) beskrivas som en linjär rotor. Generellt är molekyler tredimensionella med beteckningar som
- asymmetrisk rotor, t.ex. vatten
- sfärisk rotor, t.ex. metan
- symmetrisk rotor, t.ex. ammoniak.

## Referenslitteratur
- H. Goldstein, C. P. Poole, J. L. Safko, Classical Mechanics, Third Ed.,  Addison Wesley Publishing Company, San Francisco (2001) ISBN 0-201-65702-3.  (Kapitlen 4 och 5)
- V. I. Arnold, Mathematical Methods of Classical Mechanics, Springer-Verlag (1989), ISBN 0-387-96890-3. (Kap. 6).
- H. W. Kroto, Molecular Rotation Spectra, Dover Inc., New York, (1992).